# فيتور كوستا
فيتور كوستا (بالبرتغالية: Vítor Costa‏) هو منافس ألعاب قوى برتغالي، ولد في 28 مايو 1974 في فافي في البرتغال.

## وصلات خارجية
- فيتور كوستا على موقع الاتحاد الدولي لألعاب القوى (الإنجليزية)
- فيتور كوستا على موقع الاتحاد الأوروبي لألعاب القوى (الإنجليزية)
- فيتور كوستا على موقع أوليمبيديا (الإنجليزية)